# Camponotus itoi
Camponotus itoi är en myrart som beskrevs av Auguste-Henri Forel 1912. Camponotus itoi ingår i släktet hästmyror, och familjen myror.

## Underarter
Arten delas in i följande underarter:
- C. i. itoi
- C. i. kwansienensis